# Wendrick Cicilia
Wendrick Chervic Cicilia (1996 of 1997) is een Arubaanse politicus van de partij AVP. Hij is sinds 28 maart 2025 minister van Toerisme, Transport en Arbeid van Aruba in het kabinet-Eman-Croes. Daarvoor was hij tussen januari en maart 2025 lid van de Staten van Aruba.

## Leven
Wendrick Cicilia werd geboren in een groot gezin en is een van een tweeling. Hij was leerling op het Colegio Sagrado Curason en het Colegio Arubano. Familieleden waren al jarenlang betrokken was bij de Arubanse politiek en zelf werd Wendrick Ciclia lid van de jongerenafdeling van de AVP, het Plataforma Hobennan Profesional (PHP). Vanuit deze groep was hij medeoprichter in 2018 van een juridisch loket om mensen met minder middelen juridische bijstand te bieden. In 2019 behaalde hij zijn bachelor en in 2024 zijn master in de rechten aan de Universiteit van Aruba met een scriptie over het instituut van de ombudsman (volksvertegenwoordiger). Sinds 2021 werkte hij als adviseur in de Staten voor de fractie van de AVP.
In 2021 betrad Cicilia het politieke toneel als kandidaat nummer 18 op de lijst van de AVP en behaalde hij 482 persoonlijke stemmen, niet genoeg voor een zetel. Bij de verkiezingen van 2024 werd hij lijsttrekker van de AVP en kreeg hij 4.894 stemmen, slechts 383 stemmen minder dan de populaire oudpremier Mike Eman die lijstduwer was. Op 8 januari 2025 legde hij de eed af als lid van de Staten van Aruba. Op 27 maart 2025 trad hij terug nadat hij werd benoemd tot minister in het kabinet-Eman-Croes. Door zijn aanstelling als minister van Toerisme, Transport en Arbeid werd hij een van de jongste ministers in de geschiedenis van het land.